# كأس نيوزيلندا 1929
كأس نيوزيلندا 1929 (بالإنجليزية: 1929 Chatham Cup)‏ هو موسم من كأس نيوزيلندا. فاز فيه Manurewa AFC ‏.